# Dicrania varicolor
Dicrania varicolor är en skalbaggsart som beskrevs av Frey 1972. Dicrania varicolor ingår i släktet Dicrania och familjen Melolonthidae. Inga underarter finns listade i Catalogue of Life.